# Mazandaran
Mazandaran (persiska: مازَندَران), även Mazerun (mazenderani: مازِرون) eller Mazenderun (مازِندِرون), är en nordiransk provins som gränsar till Gilan och Qazvin i väst, Alborz, Teheran och Semnan i syd, Golestan i öst och Kaspiska havet i norr. Den har 3 283 582 invånare (2016), på en yta av 23 842 km². Administrativ huvudort är Sari. Andra större städer är Amol, Babol och Qaemshahr.
Provinsen Mazandaran omfattar (2016) 22 delprovinser, shahrestan.
Under antiken var hela Nordiran kallad Verkânân (Hyrkanien på grekiska). Verk/verg på de olika mazandaraniska och gilakiska språken betyder varg, alltså betyder Verkanan vargarnas land. Själva provinsen kallades för Tapuriân (Tapurien) eller Tabârestân m.m.
Namnet Mazandaran sägs betyda Maz/Mah Indra, eller "Store Indra". Indra fanns i den mitraistiska samt zoroastriska religionen och beskrevs som en mäktig och obarmhärtig gud. Spår av dessa trosbekännelser finns kvar i många delar av Nordiran, bland annat genom olika ritualer och festiviteter.
Idag är kurderna i Mazandaran mest kända som Khajevand-kurder och bildar majoriteten av städerna Kelardasht, Abbasabad, Nowshahr, Chalus och Kajur. Andra kurdiska stammar i Mazandaran-provinsen är Modanlu (i Sari), Jahanbeiglou (i Sari), Abdolmaleki (i Behshahr), Jalalvand (i Ramsar) och Amarlu (i Tonekabon)  

## Etnicitet
Människorna från Mazandaran och Gilan sägs vara ättlingar till den persiska adeln som flydde undan från de olika ockupanterna (bland annat kalifaten). Tack vare provinsen geografiska svåråtkomlighet var det en ideal undanskymd vrå. Det finns idag ett antal familjer som sägs härstamma direkt från gamla Persiens konungar (se vidare under avsnittet ”historia”).
Under den akemenidiska dynastin hade konungarna från södra Iran (bland annat Elam och Persepolis) sommarpalats i hela Hyrkanien. Det milda vädret och naturen var efterlängtad under somrarna.
Ur ett historiskt perspektiv är befolkningen ättlingar till partherna, ett centralasiatiskt iranskt folk besläktade med skyterna som erövrade seleukidernas Persien och införde den första iranska staten efter grekernas erövring av Persien.
Urbefolkningen i Hyrkanien, innan de iranska folkens invandring, var mestadels hettiter och ett antal andra anatoliska folkslag. Senare invandrade ett folkslag från Sydryssland med namn amardi. En del historiker och forskare relaterar amardi till mederna. Men i själva verket var dessa ett skytiskt folkslag med forniranskt kulturarv nära besläktade till parnifolket.
talysher, eller tatbefolkningen, är nära besläktade med mazandaranierna och gilakerna.

## Historia
Klimatet i provinsen har försvårat bevarandet av historiska monument. Det finns trots allt ett fåtal minnesmärken från den förislamiska perioden längs kusten. Mycket tyder på att regionen var folktät med en rik och varierad kultur. Det finns en del fästningar och citadeller kvar från Partherriket samt Sassandynastin och dussintals gravar utspridda i hela regionen.
Mazandaran var den delen av Persien som kämpade längst mot muslimerna. År 662 e.Kr., nästan tio år efter att Yazdegerd III, den siste sassaniska kungen störtades, kom Hassan Ibn Alis muslimska armé med målet att islamisera Tapurien (Mazandarans f.d. kända benämning). Men den muslimska armén förlorade striden mot Dabboyid-prinsarnas zoroastriska styrkor. Och sedan dess förblev Tapurien en icke-muslimsk stat, oberoende av Umayyad-kalifatet som hade intagit hela Perserriket. Mazandaran blev en oberoende zoroastrisk stat med välkända forniranska ätter såsom Bavand, Pahlav och Karen som ständigt krigade mot islams frammarscher. Till skillnad från resten av den Iranska platån som islamiserades förblev Mazandaran zoroastrisk fram till 1300-talet på grund av dess geografiska läge och kämpande folk som fortsatte kriga mot kalifatet i flera sekler.
Under abbasidernas kalifat utbrast de folkliga revolter som gjorde att Vandad Hormoz grundade en självständig dynasti i Tapurien år 783. På 1300-talet började turko-mongolerna invadera delar av regionen via Gorgan i öst och Mazandaran blev så småningom en del av Timuriddynastin. År 1596 blev regionen officiellt en del av Perserriket och konverterade slutligen till Islam. Under början av 1720-talen, då Qajarkungen Nader Shah var vid makten, ockuperades provinsen av ryssarna.

## Geografi
Mazandaran är uppdelat i 2 geografiska landskap: kustremsan och bergskedjorna. Alborzbergens dalar och klyftor omger Kaspiska kusten som en jättebarriär. 
Det snöar flitigt runtomkring Alborzbergen, dess dalar och raviner. Provinsen har annars ett milt klimat med cirka 25 °C på somrarna och drygt 5 °C på vintrarna. Trots att snön faller ofta i Mazandaran har den nästan aldrig nått kustremsan.
Mazandaran nås från Teheran via de tre stora vägarna Harâz (Âmol-Rudehen), Kandovan (Câlus-Karaj), och Firuzkuh (Qâem Şahr-Firuzkuh).

### Administrativ indelning
Provinsen Mazandaran var vid folkräkningen 2016 indelad i 22 delprovinser (shahrestan), i sin tur indelade på ytterligare administrativa nivåer.
- Abbasabad
- Amol
- Babol
- Babolsar
- Behshahr
- Chalus
- Fereydunkenar
- Galugah
- Juybar
- Kalardasht
- Mahmudabad
- Miandorud
- Neka
- Norra Savadkuh
- Nowshahr
- Nur
- Qaemshahr
- Ramsar
- Sari
- Savadkuh
- Simorgh
- Tonekabon

## Ekonomi
Jordbruk är den viktigaste inkomstkällan. Där odlas bland annat ris, vete, druvor, citrusfrukter, tobak m.m.

Mazenderan är även känd för fiske, bland annat kaviar från Kaspiska havet.

## Språk
Mazenderani eller Tabari är ett gammalt språk från den nordvästliga iranska grenen av det indoeuropeiska trädet. Språkforskarna anser dock att mazenderani är ett språk och inte enbart en egen dialekt. 
Anmärkningsvärt har språket varken influerats av mongoliska, arabiska eller turkiska. Mazenderanin har dessutom ett antal dialekter (bland annat Sâravi, Gorgâni, Gilaki, Bâboli, Âmoli, m.fl.) men kallas lokalt för Palari, Gilaki eller Mazenderani.

## Musik
Folkmusiken är varierad och inkluderar dans och sång. Rytmen är ganska enkel. De olika musikvarianterna inkluderar Katuli, Kale Hâl, Amiri, Cârvâdâri m.m.

## Mat
Tack vare nederbörden och den rika naturen, kan nästan allting odlas i Mazandaran. De traditionella maträtterna inkluderar diverse fiskrätter, grönsaksrätter och ett fåtal kötträtter. Provinsen är mest känd för sina färska gröna örter (bland annat basilika, mynta och gräslök) som oftast hackas tillsammans med lök och vitlök till en grön tjock sås som kan sedan blandas med yoghurt och bli en utmärk kondiment som kallas Sersem Bazen Mâst. Den traditionella yoghurten är oftast syrlig och extrem fast i konsistensen, och ibland smulig.

Grytorna lagas med olika slags vildfåglar eller kyckling, till exempel Morqé Torş med hackade valnötter, örter och granatäppelpasta eller Xoreşté Alu med syrliga plommon. Vitlök och lök används flitigt i maträtterna. Grytorna ska helst vara syrliga i smaken och man använder pomeranser istället för citron. Man kokar upp pomeransjuice och får en sirapsliknande mörkbrun sås, Robé Nârenž, som är extremt syrlig och kan förvaras i flera år.

Man lagar olika slags risotto med pumpa bland annat kai Pelâw i staden Bâbol. Dessutom bakar man med pumpan, eller rostar den i ugnen.

Mirza Qâsemi är Nordirans ökända vegetariska gryta som lagas i Mazandaran med aubergine, mycket vitlök, tomater och ägg.
Basvaran är en variant av basmatiris. Vissa jordbrukare äter ris som frukost, lunch och middag. 

Nâz Xâtun är ett syltliknande tillbehör eller kondiment som skall serveras färskt och innehåller bland annat färskhackade örter (basilika, koriander, m.m.), vitlök, aubergine eller zucchini, med mycket syrlig vindruvsjuice eller pomeransjuice. Det liknar ”pickle” och används som ett alternativ istället för yoghurt tillsammans med ris och gryta.

## I litteraturen
Mazandaran nämns ofta i Şâhnâmén, som är Irans nationella epos. Den beskrivs som en mörk och farlig plats där de vita demonerna bor (Divé Sepid). Den legendariske kungen Kay Kavus samt hjälten Rustam krigar ständigt med de vita demonerna.
En känd vers från Şâhnâmén är då Zal varnar Kay Kavus:
شنیدم یکی نو سخن بس گران که شاه دارد آهنگ مازندران

jag har hört den hemska nyheten om att Kungen vill ta sig till Mazenderan

## Kända personer från Mazandaran
Mâziâr frihetskämpe

Reza Shah Pahlavi

Poeten Nimâ Yuşij

Poeten Mina Assadi

Filmskaparen Rezâ Allâmezâdé

Mash Mokaramé konstnär

## Kända personer från Mazandaran i Sverige
Mina Assadi poet, författare, journalist

Maria Khorsand, VD för SP Sveriges Tekniska Forskningsinstitut.

Maria Masoomi, dietist, kolumnist och Årets Yrkeskvinna 2004.

Azar Mahloujian, författare.

Zinat Pirzadeh, ståuppare, författare, skådespelare.

## Bilder

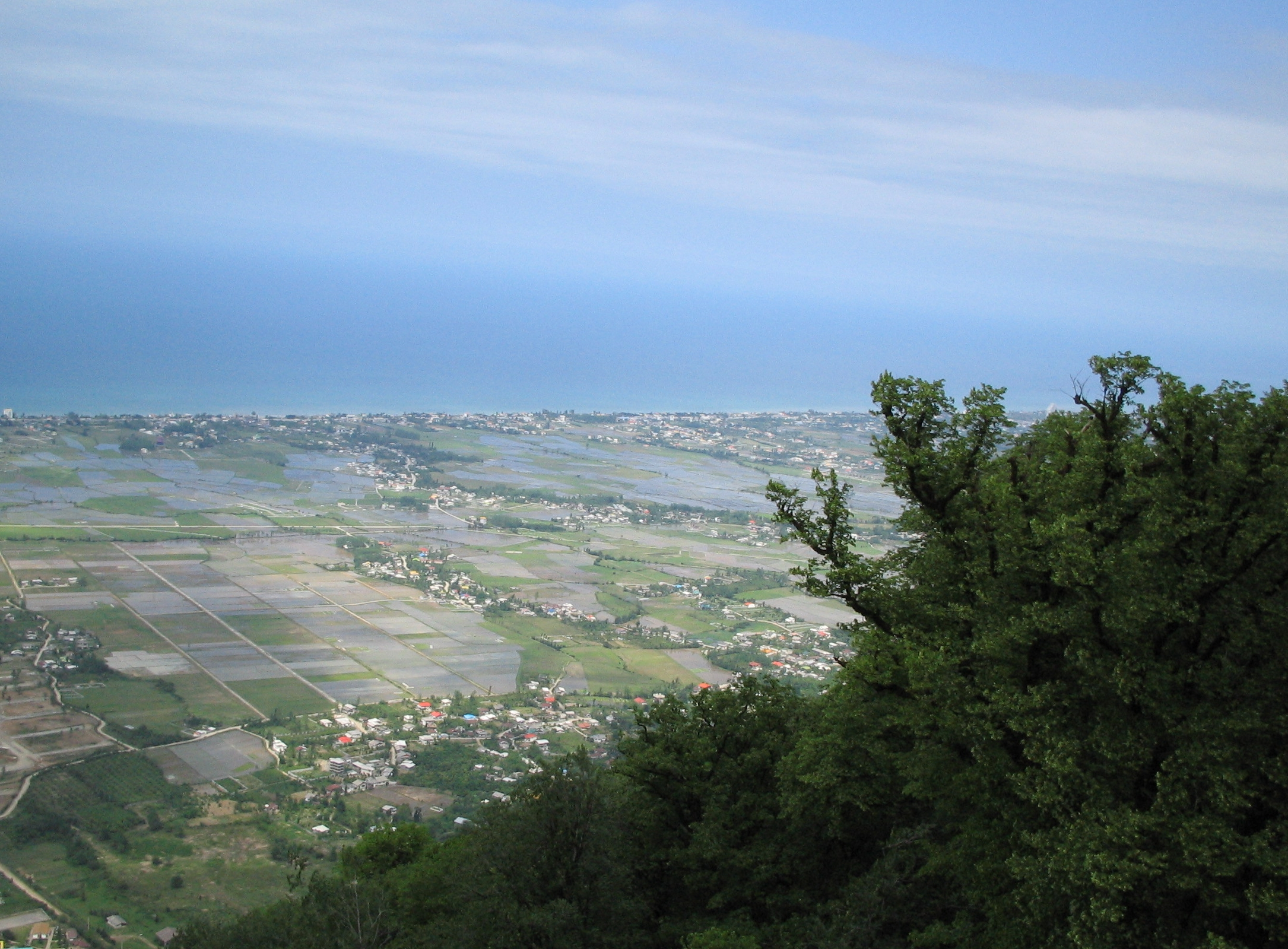
Utsikt mot Kaspiska havet och turistorten Namak Abrud
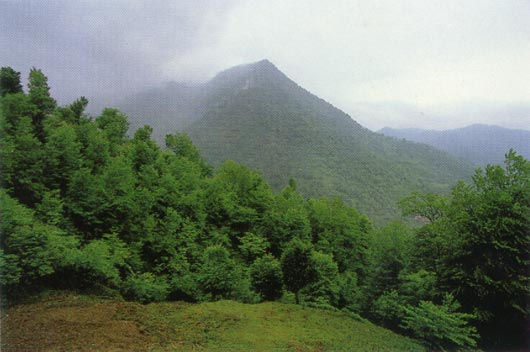
Vanlig syn i Mazandaran
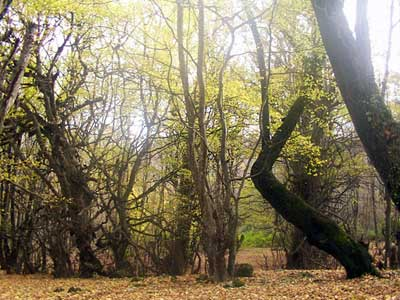
Skog i östra Mazandaran
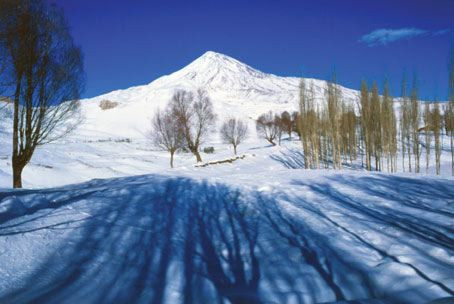
Berget Demavend
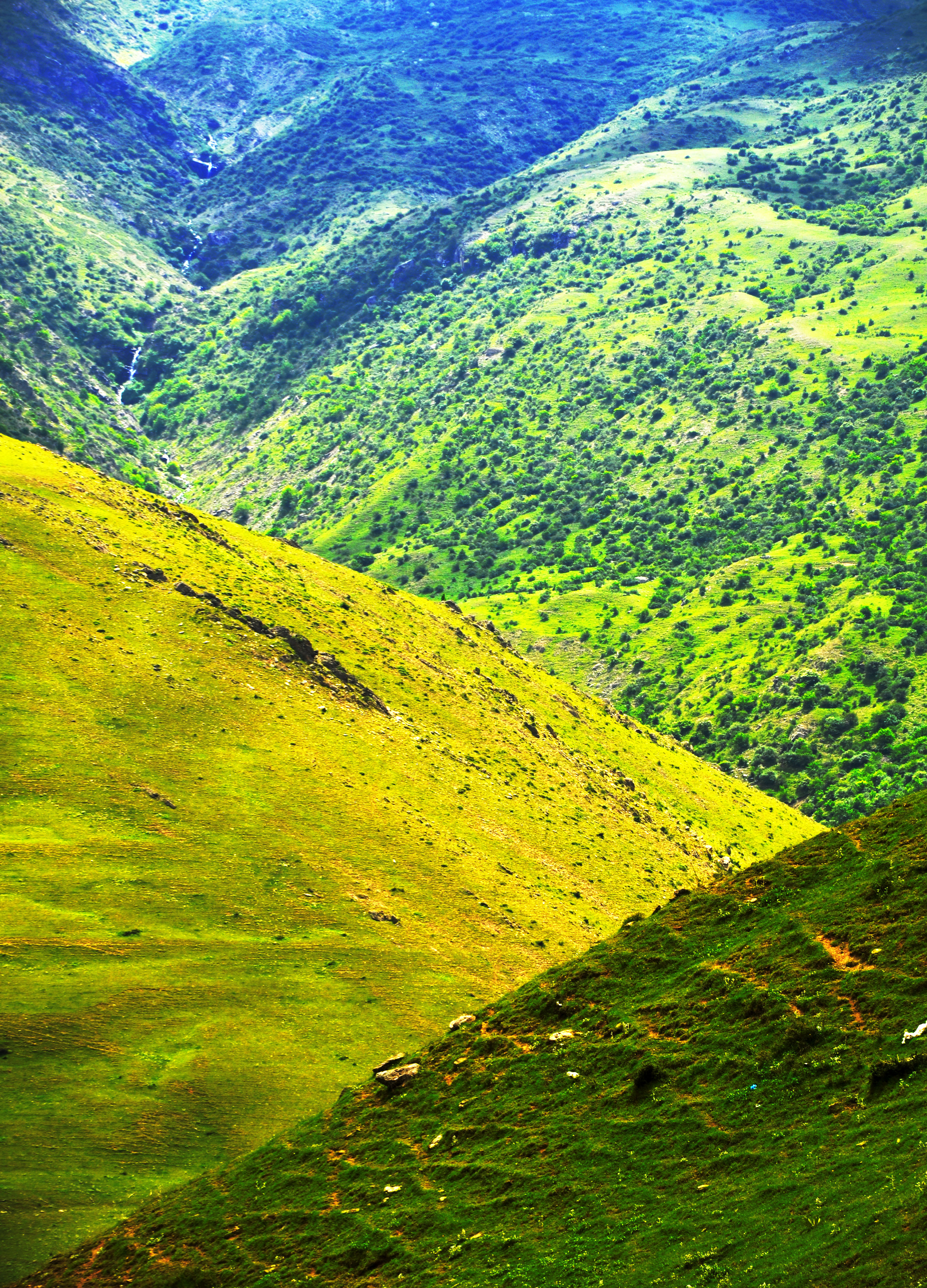
Royan
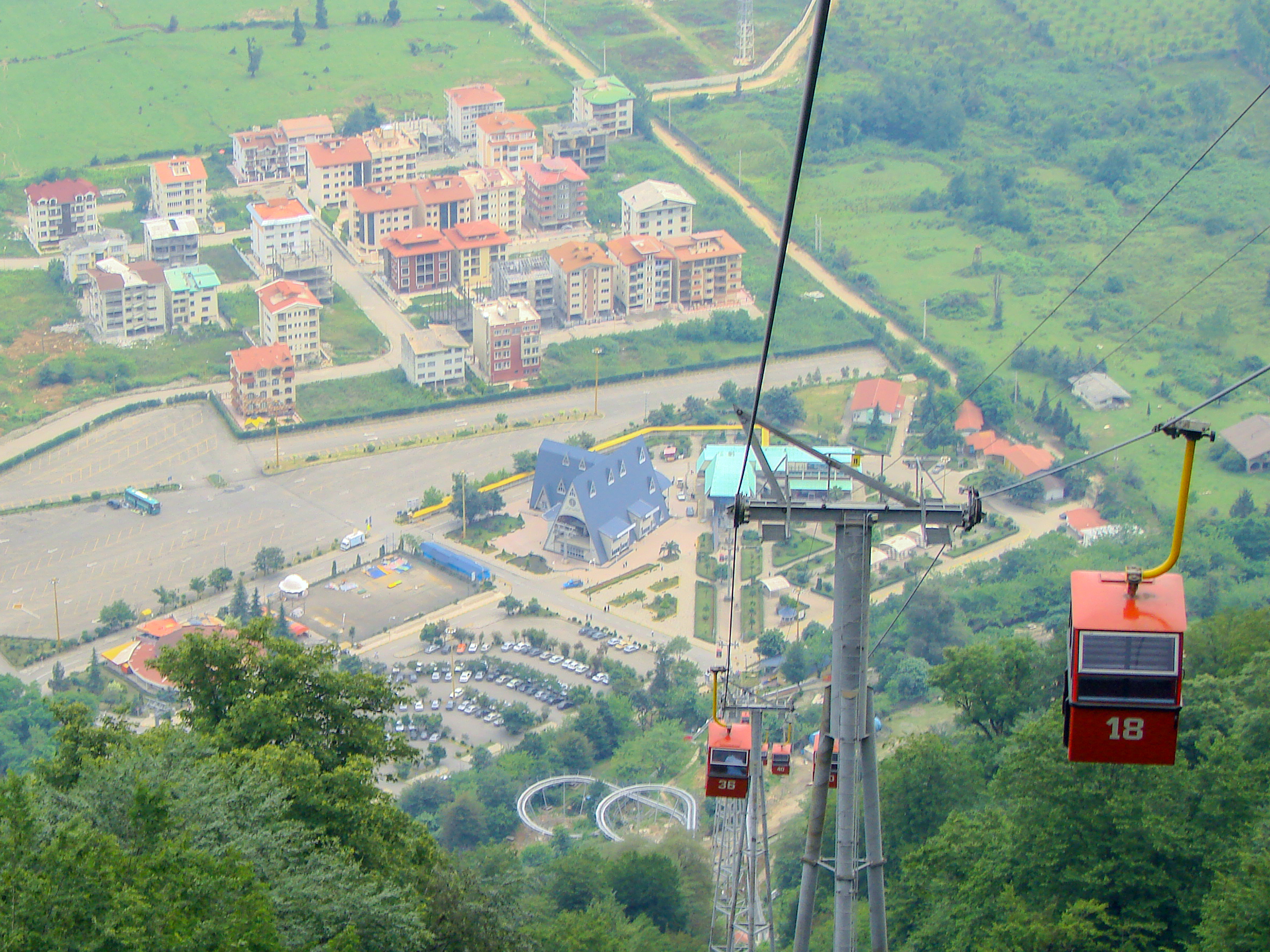
Namak Abrud
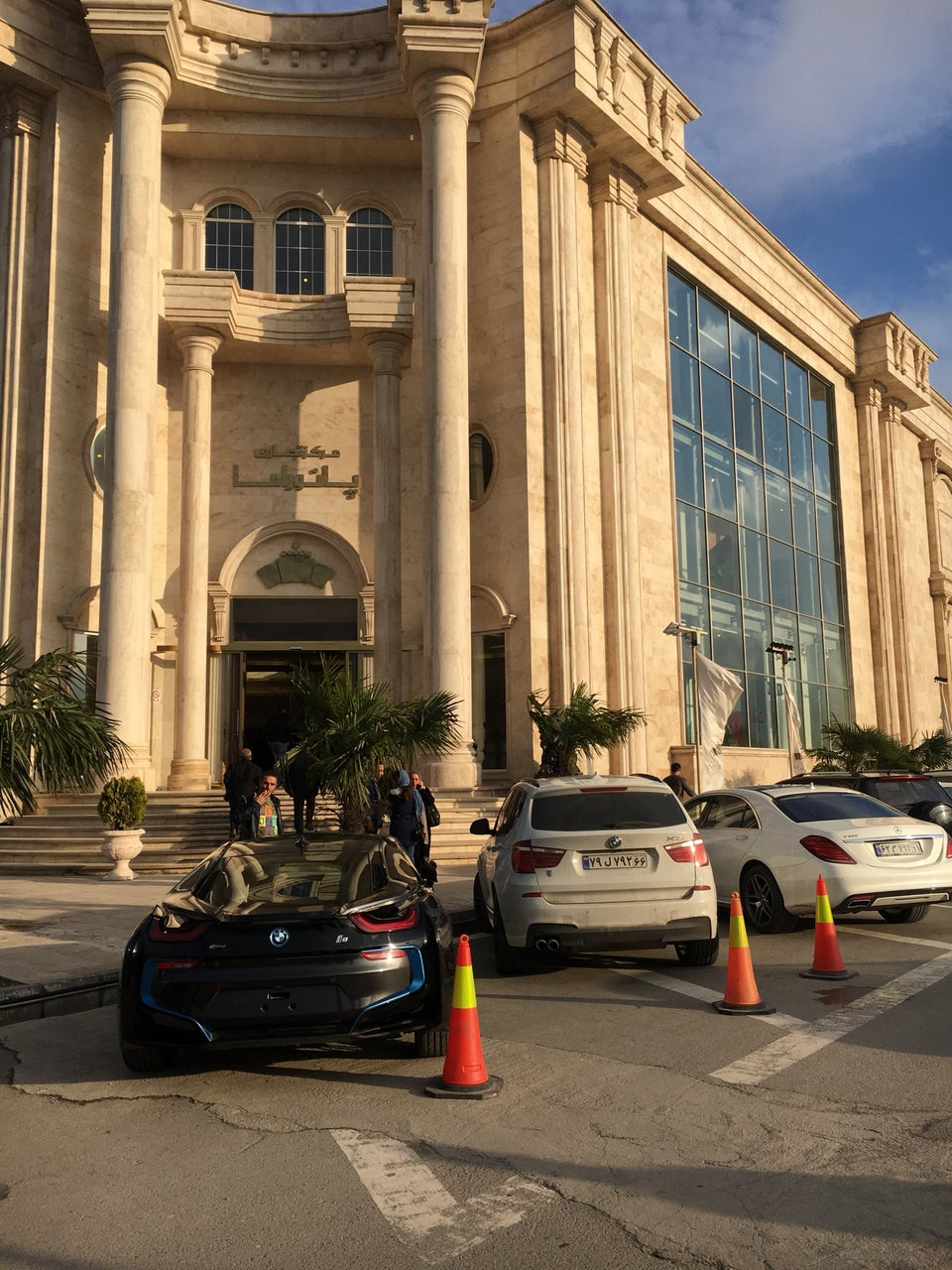
Panorama